# Vladimir Serov
Pour les articles homonymes, voir Serov.
Vladimir Alexandrovitch Serov (en russe : Влади́мир Алекса́ндрович Серо́в), né à Emmaus dans l'oblast de Tver le 21 juillet 1910 et mort le 19 janvier 1968 à Moscou, est un artiste peintre soviétique.

## Biographie
Vladimir Serov fait ses études à l'Institut des beaux-arts Ilia Repine de Saint-Pétersbourg et en sort diplômé en 1933. Il y enseigne ensuite en 1933-1942. Lors de la Seconde Guerre mondiale il survit au siège de Léningrad.
Membre du PCUS depuis 1942.
Il illustre le poème Pour qui fait-il bon vivre en Russie? de Nikolaï Nekrassov en 1948-1949, le roman Guerre et Paix de Léon Tolstoï en 1951-1953, et Le Dit de la campagne d'Igor en 1957-1962.
Il est membre depuis 1954 et président de l'Académie des beaux-arts d'URSS en 1962-1968.
Mort à Moscou il est inhumé au cimetière de Novodevitchi.

## Œuvres

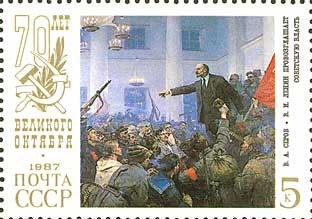
Lénine annonce l'instauration du pouvoir soviétique, 1954
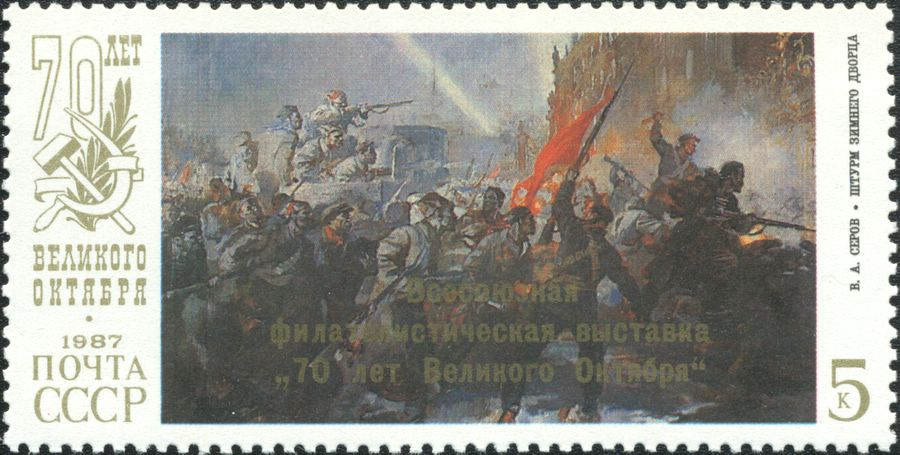
Prise du Palais d'Hiver. Timbre soviétique 1987.
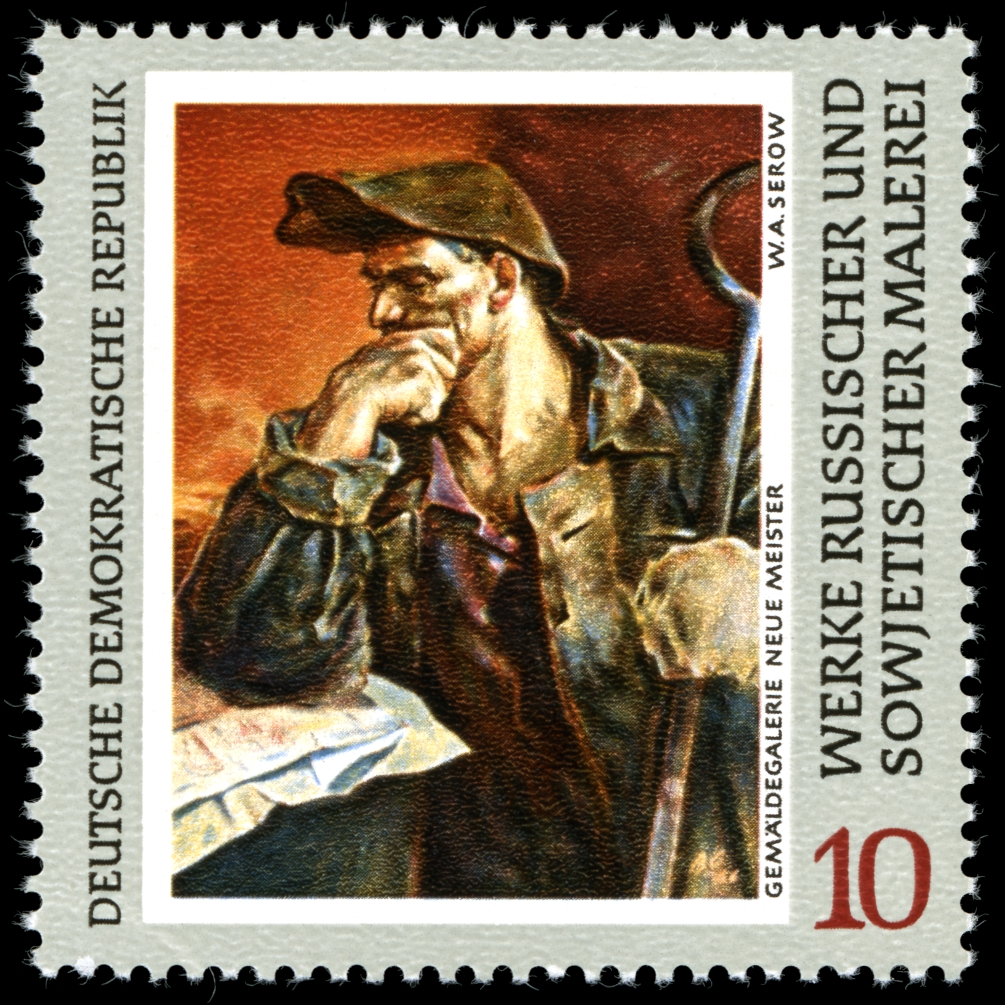
L'ouvrier, 1969.

## Prix et distinctions
- ordre de Lénine
- ordre du Drapeau rouge du Travail
- Prix Staline
  - 1948 : pour le tableau Lénine proclame le pouvoir soviétique
  - 1951 : pour le tableau Lénine recevant une délégation de paysans